# سكوت سيمبسون (منافس ألعاب قوى)
سكوت سيمبسون (بالإنجليزية: Scott Simpson) هو منافس ألعاب قوى بريطاني، ولد في 21 يوليو 1979.

## وصلات خارجية
- سكوت سيمبسون على موقع الاتحاد الدولي لألعاب القوى (الإنجليزية)
- سكوت سيمبسون على موقع دورة ألعاب الكومنولث 2006 (مؤرشف) (الإنجليزية)